# Тервел (град)
Вижте пояснителната страница за други значения на Тервел.
Тѐрвел е град в Североизточна България. Той се намира в област Добрич и е в близост до град Дулово. Градът е административен център на община Тервел. Името му до 27 юли 1942 г. е Курт бунар. По данни на ГРАО към 15 юни 2023 г. в града живеят 6330 души по настоящ адрес и 7436 души по постоянен адрес.

## География
Община Тервел се намира в Североизточна България, заема западната част на област Добрич, с обща площ от 579,7 km². Надморската височина е от 50 до 300 m. Теренът е дълбоко нарязан от суходолия, насочени на север. Богатството на общината е плодородната добруджанска земя. На север и северозапад общината граничи с общините Дулово, Алфатар и Кайнарджа от област Силистра, на изток с Крушари и община Добрич, на юг с Вълчи дол от област Варна, и на югозапад с Никола Козлево и Каолиново от област Шумен. Административният център – град Тервел – отстои на 42 km от областния център – гр. Добрич, на 91 km от морското пристанище Варна и на 58 km от дунавското пристанище Силистра. В общината има добре развита пътна мрежа. Общата дължина на републиканската пътна мрежа на територията на общината е 154,2 km, от които към момента 10,2 km са второкласни пътища. На територията няма няма изграден жп транспорт. Най-близката жп гара – гр. Дулово – отстои на 32 km, от град Тервел. Редовни автобусни линии свързват общинския център с областните градове Добрич, Варна, Шумен, Русе и Силистра.

### Релеф
Територията на общината попада в обсега на Лудогорското сводово издигане, част от Дунавската равнина и се характеризира с нискохълмист релеф, леко наклонен на север и изток, поради което преобладават северните, североизточните, северозападните и източни изложения. Релефът се изгражда от Добруджанските плата, които се намират северно и източно от Поповско-Разградските и Самуилови височини. По-големи суходолия са „Суха река“ и „Кана гьол“. Към тях от платовидната равнина се вливат по-къси суходолия, като „Малкото суходолие“, „Големият дол“, „Тополовият дол“, „Сухият дол“ и др. Платата между тях са накъсани от долове, поради което релефът има нискохълмист характер. Той е добре разчленен със сравнително добре запазена льосова покривка. Интересни скални венци с пещери има в крайселищните територии на селата Балик, Оногур, Попгруево и други. Нивото на подпочвените води е дълбоко и не усложнява инженерно–геоложката обстановка при строителство на сгради и съоръжения. На терена не се наблюдават физико-геоложки явления като свлачища и срутища.

### Полезни изкопаеми
Общината е бедна на полезни изкопаеми. Разкрити са нерудни изкопаеми – варовик и каолин. Разработени са кариери за варовик с местно значение за пътно строителство в селата Балик и Мали Извор, които към настоящия момент не функционират. В района на селата Орляк, Нова Камена и Жегларци са установени перспективни запаси от каолинова суровина от порядъка на 100 млн. тона. Поради високото съдържание на желязо, суровината не е пригодна за стъкларско-порцелановата промишленост, но може да се използва за нуждите на огнеупорната промишленост, а пясъците – като суровина за стъкларската и леярската промишленост и за строителството.

### Климат
Територията на община Тервел попада в умереноконтиненталната климатична област. Формирането на климата става под влияние на трансформирани океански въздушни маси, нахлуващи предимно откъм северозапад и запад, континентални въздушни маси на умерените ширини, нахлуващи предимно от североизток, континентални въздушни маси, формирани над самия Балкански полуостров. Известно влияние при формирането на местния климат оказва и близко разположеният Черноморски басейн. Откритостта на Дунавската равнина на север позволява безпрепятствено нахлуване на студените континентални въздушни маси, поради което зимата е сравнително студена, пролетните мразове са често явление, лятото е сравнително топло. Най-топлият летен месец е юли, температурата на въздуха достига около 24 °С. Първите есенни застудявания настъпват около 10 октомври. Средната януарска температура се движи около –2,5 / –1,5 °С. Снежната покривка е неустойчива и рядко се задържа дълго. Сумата на валежите е малка: 85 – 144 mm. Най-много валежи падат през лятото, по-голяма част от които през първата му половина. Валежните суми през пролетта и есента не се отличават с голяма разлика, съответно между 85 – 140 mm и 115 – 150 mm. Характерни за пролетта са късните мразове, които се прекратяват едва към 10 – 20 април. Периодичните засушавания са често явление. Вегетационният период е от 6 до 7 месеца. Той е сравнително благоприятен, като се изключи началото на пролетта – заради късните мразове. Слънчевата и космическа радиация са един от факторите, оказващи влияние върху екологичното и санитарно-хигиенното състояние на селищата. Годишната продължителност на слънчевото греене е 2021 часа при сумарна слънчева радиация 3100 МJ/m².

### Почви
Почвената покривка е обусловена от геоложкия строеж и отразява влиянието на континенталните климатични условия, релефа и растителната покривка. Почвеното разнообразие е ограничено. Срещат се два основни почвени типа: черноземи и хумусно–карбонатни почви. Черноземите са представени от един подтип – излужен чернозем. Заемат 57,8% от територията на общината. Това са едни от най-плодородните почви на територията. Те са с мощен хумусен хоризонт 50 – 80 cm, а заедно с преходния достигат до 120 – 140 cm. Карбонатните и типичните черноземи се характеризират със слабо до средно мощен хумусен хоризонт. Относителният им дял е 6,8% от територията. По механичен състав са средно до тежко песъчливо-глинести. Запасени са с органично вещество и съдържат големи количества карбонати. Неблагоприятните свойства, които притежават, са голяма водопропускливост и слаба водозадържаща способност. Срещат се около селата Професор Златарски, Войниково и източно от с. Жегларци. Ерозираните черноземи и сивите горски почви заемат твърде висок дял от територията – 30,3%. Разположени са по склоновете на терена. Алувиално-ливадните почви се срещат в речните суходолия. Те имат най-нисък относителен дял – 5,1%. Техните свойства позволяват отглеждането на многобройни култури.

### Ерозия
Ерозионни процеси от масов характер липсват. Проявления на водната ерозия има в горския фонд по стръмните брегови земи на суходолията с площ около 176 ха, на места има изцяло оголени скали. На малки площи се наблюдава и площна ерозия. Борбата с ерозионните процеси в горския фонд се води преди всичко чрез залесяване. На откритите места в обработваемите земи се наблюдават проявления на ветрова ерозия. Силните зимни ветрове отнасят снежната покривка от посевите, навяват пътищата и затрудняват тяхната проходимост. Ефикасно противодействие на ветровата ерозия оказват създадените полезащитни горски пояси, които същевременно изпълняват снегозадържащи и влагозадържащи функции в района със сух и топъл климат.

## История
Още по време на османската власт град Тервел (тогава село) е бил известен под името Куртбунар („вълчи кладенец“). След освобождението селото е преименувано на Тервел. То споделя съдбата на останалата част от Южна Добруджа и през 1913 г. е присъединено към Румъния. С Крайовската спогодба от 1940 г. е върнато на България. По време на Отечествената война дава свидни жертви по фронтовете в Югославия, Унгария, Австрия. След 9 септември 1944 г. село Тервел бързо израства и през месец януари 1960 г. е обявено за град.
Днес градът, макар че изживява тежки социално-икономически и демографски проблеми след промените от 1989 г., започва да се съвзема и стабилизира.
Град Тервел винаги е бил сигурна, здрава връзка между Дунав и Черно море. Някога тук са живели тракийските племена на гетите.
Според археологически данни, върху земите на днешния тервелски район са съществували седем тракийски селища. Останки от тях има в земите на днешните села Проф. Златарски, Поп Груево, Жегларци, Орляк, Безмер и град Тервел. През 1983 г. при разкопки на тракийски некропол-могила между селата Жегларци и Орляк е намерен изцяло запазен скелет на мъж от ранна бронзова епоха (3 х. г. пр.н.е.) Намерените монети, статуетки и други предмети говорят за древната история на този край. Открити са бронзова монета от времето на Филип Македонски, керамични съдове, изваяни през IV-III век пр.н.е., римска монета от времето на Марк Антоний, монети, сечени от римския император Константин Велики и други.
През III век от новата ера тервелският край е включен в провинция Малка Скития, с главен град Томи (сега Констанца).
През VIII-Х век както в тервелския край, така и в цяла Добруджа разцъфтяват старобългарските селища от VIII-Х век, а именно: Кладенци, Гуслар, Проф. Златарски, Орляк, Поп Груево, Сърнец и град Тервел.
За крепостите при селата Войниково, Балик и Оногур е установено, че в тях животът продължава и по-късно. Любопитно е да се знае, че село Кладенци се намира по средата между крепостта Дръстър (Силистра) и първата българска столица Плиска. Много находки, които са открити в тази крепост, показват, че тя е била важен укрепителен, защитен и християнски център.
Там са открити две църкви, характерни за Първото българско царство. В една от тях са открити уникални фрагменти от белоглинената керамично-пластична украса, известни само от втората столица Преслав. Открита е и една оловна икона, върху лицевата страна на която е изобразен Св. Георги като млад воин с доспехи, копие и щит; в краката си притиска змей, в чието тяло е забито копие. На обратната страна е изобразен разцъфнал кръст.
Първи сведения за Тервел като селище намираме в турски документи от 1673 г. В тях за първи път се среща името Куртбунар.
На 26 юли 1882 г. селището става околийски център, подчинен на Силистренски окръг. След 1879 г. в Тервел се заселват семейства от други райони – предимно бежанци от Одринско, преселници от Троянско, Сливенско, Севлиевско, Хасковско.
Първият български управител на Куртбунар е дядо Кръстьо Попов (Опълченеца). Непосредствено след Освобождението са дошли чиновници, адвокати, съдии, а много по-късно и първият лекар – д-р Иван Газурков. За първи път в Тервел излиза в-к „Добруджа“ през 1901 – 1903 г. под редакцията на учителя Атанас Петров. През 1903 г. излиза в-к „Известие“ с администратор Георги Маджаров. На 13 февруари 1893 г. в-к „Прогрес“ съобщава, че в село Куртбунар е създадено читалище „Развитие“.
На 27 юни 1942 г. Куртбунар е преименуван на Тервел. През 1947 г. селището е електрифицирано, а през 1952 г. – водоснабдено.
На 30 януари 1960 г. с указ № 38 на Народното събрание село Тервел е обявено за град.
Античната крепост край с. Балик, античната и средновековна крепост „Калето“ край с. Войниково, ранно-средновековната крепост „Скалата“ край с. Кладенци, 360 тракийски некропола, Скалните манастири край с. Оногур, с. Балик и с. Брестница и още редица недвижими паметници на културата са само част от археологическото богатство на община Тервел. Наред с недвижимите паметници, традициите и духът на миналите поколения се съхраняват в богата археологическа експозиция и пъстроцветна етнографска сбирка в Историческия музей в град Тервел.

## Население
Численост на населението според преброяванията през годините:
| \| Година на преброяване \| Численост \| \| --------------------- \| --------- \| \| 1934 \| 1257 \| \| 1946 \| 1766 \| \| 1956 \| 4682 \| \| 1965 \| 5728 \| \| 1975 \| 6581 \| \| 1985 \| 7779 \| \| 1992 \| 7859 \| \| 2001 \| 7255 \| \| 2011 \| 6062 \| \| 2021 \| 4670 \| |           |
| Година на преброяване | Численост |
| 1934 | 1257      |
| 1946 | 1766      |
| 1956 | 4682      |
| 1965 | 5728      |
| 1975 | 6581      |
| 1985 | 7779      |
| 1992 | 7859      |
| 2001 | 7255      |
| 2011 | 6062      |
| 2021 | 4670      |

Етническият състав включва 4051 българи, 1194 турци и 273 цигани.

## Религия
Град Тервел е седалище на Тервелска духовна околия към Доростолска епархия на Българската православна църква. В града има два православни храма - старият „Свети Димитрий Солунски“ и новият „Свети Георги Победоносец“. Новата черква е осветена през май 2011 година от Доростолски митрополит Амвросий.
В града има също две протестански черкви, както и една джамия. 

## Икономика
В Тервел е базиран производителят на пластмасови продукти „Пластхим – Т“, един от най-големите в страната и най-голямото предприятие в област Добрич.

## Обществени институции и медии
В града се издава вестник „Тервел“.

## Спорт
Представителният футболен отбор на града носи името ФК Септември 98.
- Валентина Господинова – Родена на 30 януари 1987 година. Национален състезател по футбол жени, 14 години държавен шампион и 14 титли купа на България по футбол жени с отбора на Национална Спортна Академия „Васил Левски“ играе като нападател с номер 20. Треньор на ФК НСА- девойки WU13.
- Карамфил Илчев
- Мариян Колев – спортна аеробика, световен шампион 2004 година. От 2007 до 2017 г. треньор на националния отбор на Виетнам, а от 2017 г. треньор на националния отбор на Азербайджан по спортна аеробика.
- Данаил Керанов – Роден е през 1956 година. Носител на Орден Стара Планина-първа степен. Пише книгата „Какво беше тогава..“, както и други исторически творби свързани с Втората световна война. Основател на сдружението „Алхимия и задълбочена история на народите“. Изявява се в град Добрич, като специализира и 11-ото си висше образование – Биологична и биохимична структура на човека. Керанов винаги е бил фен на спорта, по конкретно футбола. През 1981 г. той става старши треньор на състава на „Добруджански лалета“, като прави рекорд от 11 мача без допуснат гол. Кариерата му бързо приключва, поради спор със собственика на клуба Тодор Саквоев.
- Калинка Вълчева – През май 2001 г. е обявена за почетен гражданин на град Тервел. Тя е народна певица, родена в с. Сърнец, общ. Тервел. Известна изпълнителка на песни от добруджанската фолклорна област. Началото на кариерата си Калинка Вълчева започва като певица в Ансамбъл за народни песни и танци в град Тервел. Народната певица е солист и на ансамбъла на Българското национално радио, след което е солист и на Мистерия на българските гласове!